# Angelphytum
Angelphytumes un género de plantas con flores de la familia de las asteráceas. Comprende 18 especies descritas y de estas, solo 16 aceptadas.

## Taxonomía
El género fue descrito por Graziela Maciel Barroso y publicado en Boletín de la Sociedad Argentina de Botánica 19(1–2): 9. 1980.

## Especies aceptadas
A continuación se brinda un listado de las especies del género Angelphytum aceptadas hasta agosto de 2012, ordenadas alfabéticamente. Para cada una se indica el nombre binomial seguido del autor, abreviado según las convenciones y usos.
- Angelphytum arnottii (Baker) H.Rob.
- Angelphytum aspilioides (Griseb.) H.Rob.
- Angelphytum bahiense H.Rob.
- Angelphytum goyazense (Gardner) H.Rob. & W.L.Wagner
- Angelphytum grisebachii (Baker) H.Rob.
- Angelphytum hatschbachii H.Rob.
- Angelphytum herzogii (Hassl.) Pruski
- Angelphytum hieronymi (Hassl.) H.Rob.
- Angelphytum indutum (Chodat) H.Rob.
- Angelphytum matogrossense G.M.Barroso
- Angelphytum myrtifolium (Chodat) H.Rob.
- Angelphytum oppositifolium (A.A.Sáenz) H.Rob.
- Angelphytum paraguariense (Chodat) H.Rob.
- Angelphytum pseudosilphioides (Hassl.) H.Rob.
- Angelphytum reitzii H.Rob.
- Angelphytum tenuifolium (Hassl.) H.Rob.